# فحم الهند
فحم الهند المحدودة (CIL) هي الشركة التي تسيطر عليها الدولة الهندية للتعدين والفحم وتكرير النفط مقرها في كلكتا ، ولاية البنغال الغربية ، الهند وأكبر شركة منتجة للفحم في العالم، وشركة مهاراتنا.  
تساهم الشركة بحوالي 82 ٪  من إنتاج الفحم في الهند. أنتجت 554.14 مليون طن من الفحم الخام في الفترة 2016-17 ،  بزيادة عن إنتاجها السابق البالغ 494.24 مليون طن من الفحم خلال السنة المالية 2014-2015  وحصلت على إيرادات 95435 كرور روبية هندية (16 مليار دولار أمريكي) من بيع الفحم في نفس السنة المالية.  في 14 أكتوبر 2015 ،  تمتلك حكومة الاتحاد الهندي CIL  وتتحكم في عمليات CIL من خلال وزارة الفحم .  في أبريل 2011 ، تم منح CIL وضع مهاراتنا من قبل حكومة الاتحاد الهندي، مما يجعلها واحدة من المهاراتنس السبعة.    كما في 14 أكتوبر 2015، في القيمة السوقية كانت 2.11 لك كرور روبية هندية (35 مليار دولار أمريكي) مما يجعلها الشركة الثامنة الأكثر قيمة في الهند من حيث القيمة السوقية .   
يحتل المرتبة الثامنة بين أكبر 20 شركة بعد ثلث إجمالي انبعاثات الكربون في العالم.
.

## عمليات
هي أكبر شركة منتجة للفحم في العالم. أنتجت 536.51 مليون طن (مليون طن) الفحم خلال FY2015-16.  تعمل الشركة عبر 81 منطقة تعدين في ثماني ولايات في الهند. كما في 1 أبريل 2015 ، يوجد 430 منجم فحم من بينها 175 منجمًا مفتوحًا و 227 منجمًا تحت الأرض و 28 منجمًا مختلطًا.  بلغ الإنتاج من مناجم الزهر المفتوحة خلال الفترة 2014-15 92.91٪ من إجمالي الإنتاج البالغ 494.24 مليون طن. ساهمت المناجم تحت الأرض في إنتاج 7.09٪. تعمل أيضًا على 15 غسالة للفحم، منها 12 لفحم فحم الكوك و 3 للفحم غير فحم الكوك بسعة 23.30 مليون طن و 13.50 مليون طن سنويًا على التوالي. كما تدير 200 مؤسسة أخرى مثل ورش العمل، والمستشفيات، ومعاهد التدريب، وأجهزة الإنقاذ من الألغام، إلخ.

### الشركات التابعة

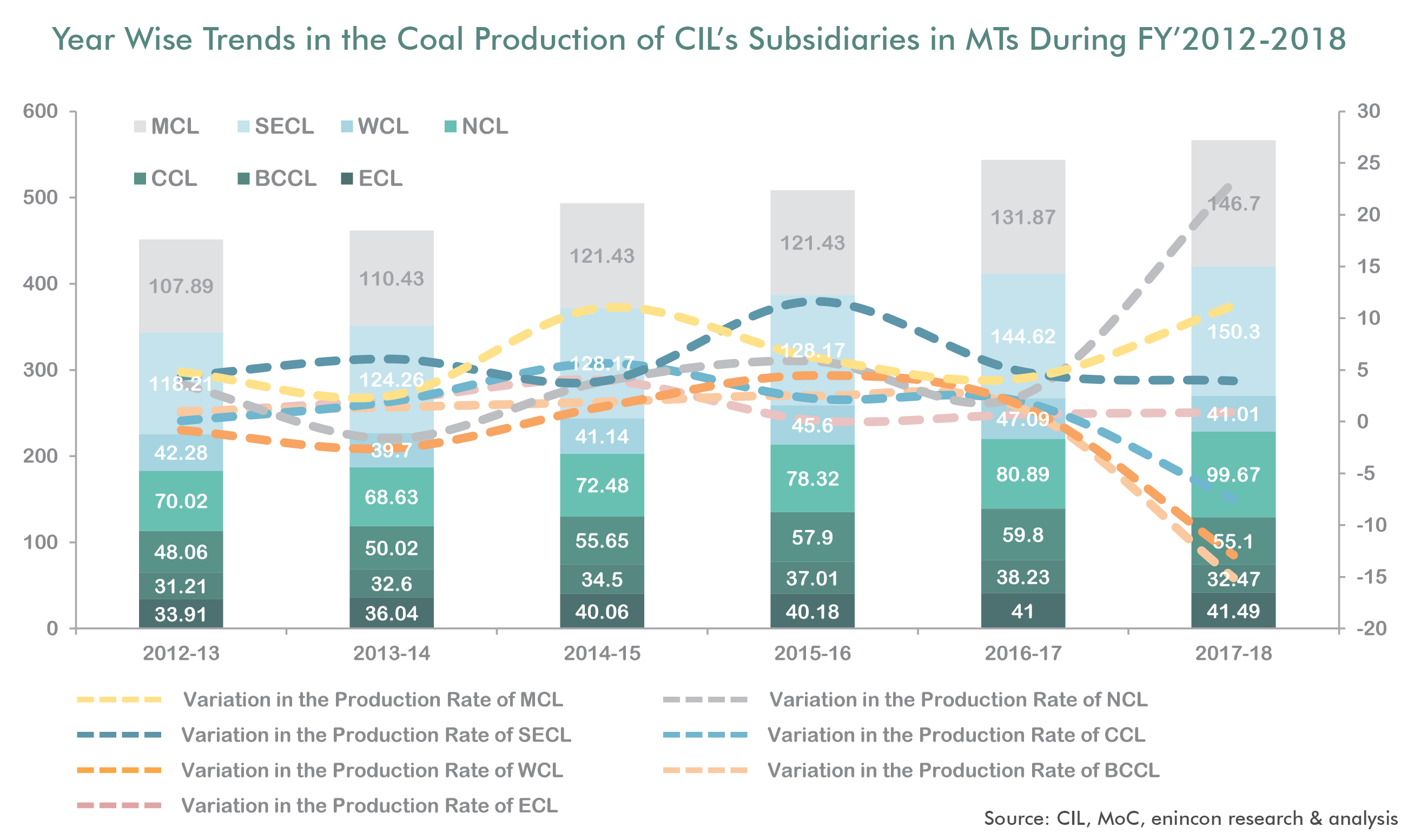
الاتجاهات الحكيمة في إنتاج الفحم لشركات CIL التابعة في MT خلال العام المالي 2012-2018

ترد في الجدول أدناه تفاصيل عدد الموظفين وإيرادات السنة المالية 2013-2013 وإنتاج الفحم.
| اسم الشركة التابعة                             | الموظفين (اعتبارًا من 31 مارس 2015) | إيرادات · مليار لFY2012-13) | إنتاج الفحم (بالمليون طن) | إنتاج الفحم (بالمليون طن) | إنتاج الفحم (بالمليون طن) |
| اسم الشركة التابعة                             | الموظفين (اعتبارًا من 31 مارس 2015) | إيرادات · مليار لFY2012-13) | فحم الكوك                 | الفحم غير فحم الكوك       | إجمالي إنتاج الفحم        |
| ---------------------------------------------- | ---------------------------------- | --------------------------- | ------------------------- | ------------------------- | ------------------------- |
| بهارات كوك فحم ليمتد (BCCL)                    | 56051                              | 89.37                       | 26,970                    | 4.243                     | 31,213                    |
| حقول الفحم المركزية المحدودة (CCL)             | 45011                              | 92.38                       | 16,156                    | 31,905                    | 48,061                    |
| حقول الفحم الشرقية المحدودة (ECL)              | 68681                              | 97.40                       | 0.043                     | 33,868                    | 33,911                    |
| مهندي لحقول الفحم المحدودة (MCL)               | 22259                              | 120.93                      | -                         | 107,894                   | 107,894                   |
| حقول الفحم الشمالية المحدودة (NCL)             | 16226                              | 99.86                       | -                         | 70,021                    | 70,021                    |
| حقول جنوب شرق الفحم المحدودة (SECL)            | 67800                              | 176.48                      | 0.157                     | 118,062                   | 118,219                   |
| حقول الفحم الغربية المحدودة (WCL)              | 50071                              | 74.23                       | 0.330                     | 41,957                    | 42,287                    |
| المعهد المركزي لتخطيط المناجم وتصميمها (CMPDI) | 3629                               | 6.05                        | -                         | -                         | -                         |
| الفحم الهند                                    | -                                  | -                           | -                         | -                         | -                         |
| حقول الفحم الشمالية الشرقية                    | 2027                               | -                           | -                         | 0.605                     | 0.605                     |
| مجمع دنكوني للفحم                              | 474                                | -                           | -                         | -                         | -                         |
| CIL المقر                                      | 868                                | 13.78                       | -                         | -                         | -                         |
| مجموع                                          | 333097                             | 770.49                      | 43,656                    | 408,555                   | 452,211                   |

المشاريع المشتركة : لديها مشروعان مشتركان:
| المساهمون (كما في 21 سبتمبر 2016) | مساهمة |
| --------------------------------- | ------ |
| حكومة الهند                       | 78.32٪ |
| عامة                              | 21.68٪ |
| مجموع                             | 100.0٪ |

## الموظفين
كان لدى فحم الهند 333,097 موظفًا في 31 مارس 2015 ، منهم 314259 من غير التنفيذيين و 183838 من المديرين التنفيذيين. قضى روبية. 298.74   مليار على استحقاقات الموظفين التي شكلت 50.54 ٪ من إجمالي النفقات المتكبدة خلال السنة المالية 2014-2015.
المبادرات الخضراء : قامت الشركة بزرع 1.57 مليون شتلة خلال الفترة 2014-2015.  في تقريرها السنوي للفترة 2014-15 ، أبلغت أنها قد زرعت حوالي 82 مليون شجرة على مساحة حوالي 33700 هكتار . 

## نقد
تشغيل 239 منجم بدون تصريح بيئي : في سبتمبر 2011 ، انتقدت CAG شركة CIL لتشغيل 239 منجمًا في سبع فروع منتجة للفحم، والتي كانت موجودة قبل عام 1994 ، بدون تصريح بيئي.   وشملت هذه الألغام 48 منجمًا مفتوحًا و 170 من الألغام تحت الأرض و 21 منجمًا مشتركًا. في تقريرها، أشارت المجموعة الاستشارية للألغام (CAG) أيضًا إلى أنه من بين 18 عينة من المناجم المفتوحة الثمانية وثمانية مناجم تحت الأرض، قامت عشرة مناجم بتوسيع القدرات دون الحصول على تصاريح بيئية. وقالت الشركة، في ردها، إن طلبات الحصول على تصاريح للمشاريع قد قدمت بالفعل إلى وزارة البيئة والغابات . مناجم الفحم بالقرب من محمية تايجر : في الهند، توجد بعض مناجم الفحم بالقرب من / تحت محمية النمر. التعدين أو بناء المكاتب الإدارية في / بالقرب من هذه المحميات يزعج الحياة البرية. ومن هنا كانت المنظمات البيئية مثل السلام الأخضر تعارض التعدين في هذه المناطق.   يتم تلبية حوالي 50 ٪ من احتياجات الطاقة في الهند عن طريق الفحم.  وبالتالي يتم تجاهل حماية الحياة البرية في بعض الأحيان بسبب هذه الحقيقة.  في حجتها، قالت CIL إنها لا تقوم في كثير من الحالات إلا بالتعدين تحت الأرض الذي لا يضر بالغابات المذكورة أعلاه. الحوادث أثناء التعدين : تعد الشركة تقريرها السنوي للعام المالي 2012-13 الذي سجل أدنى رقم على الإطلاق يبلغ 66 حالة وفاة و 251 حادثًا خطيرًا سنويًا للفترة 2010-2012 مما يشير إلى أن السلامة في مكان العمل آخذة في التحسن على مر السنين. يزعم النقاد أن ممارسات السلامة في معظم المناجم غير كافية، مما يسبب الكثير من الخسائر.  يُزعم أيضًا أنه لم يتم تسجيل العديد من الحوادث والوفيات، وبالتالي فهي ليست جزءًا من «الأرقام الرسمية». 
انبعاثات الكربون : يحتل CIL المرتبة الثامنة بين أكبر 20 شركة خلف ثلث انبعاثات الكربون العالمية 

## روابط خارجية
- الموقع الرسمي